# Мэтьюс, Дэйв
Дэ́вид Джон Мэ́тьюс (англ. David John Matthews; род. 9 января 1967, Йоханнесбург), более известный как Дэйв Мэ́тьюс (англ. Dave Matthews) — южноафриканский и американский музыкант и актёр, который создал в 1991 году американскую рок-группу Dave Matthews Band. Своими неустанными концертными турами по США Дэйв и его товарищи привлекли в свой стан немало преданных поклонников. Они играют поп-ориентированную разновидность рок-музыки, которая — по образцу Grateful Dead — открыта самым разнообразным музыкальным веяниям. После выхода альбома Under the Table and Dreaming (1994) с такими стопроцентными хитами, как «Dancing Nancies», они пробились из области альтернативного рока в мейнстрим. В 2004 году гастролировали по США вместе с Брюсом Спрингстином, а годом ранее Дэйву была присуждена премия «Грэмми» за лучший мужской рок-вокал.
В 1985 году после окончания колледжа оказался под угрозой призыва на воинскую службу. Будучи квакером и убежденным пацифистом, чтобы избежать призыва переехал в США.

## Фильмография
1. 2005 — Благодаря Винн-Дикси
2. Доктор Хаус, 3-й сезон, эпизод 15, «Half-Wit» (в роли Патрика Объедкова)
3. 2007 — Чак и Ларри: Пожарная свадьба
4. 2008 — Не шутите с Зоханом
5. 2011 — Притворись моей женой